# Лерма, Хустин
Хустин Армандо Лерма Солис (исп. Justin Armando Lerma Soliz; 5 мая 2008) — эквадорский футболист, атакующий полузащитник клуба «Индепендьенте дель Валье».

## Клубная карьера
Воспитанник футбольной академии клуба «Индепендьенте дель Валье». 14 апреля 2024 года 15-летний игрок дебютировал в основном составе клуба в матче эквадорской Серии A против клуба «Универсидад Католика».
В мае 2024 года немецкий клуб «Боруссия Дортмунд» объявил о заключении соглашения по переходу Лерма. Трансфер состоится в 2026 году, когда футболисту исполнится 18 лет.